# Hirokazu Kobayashi

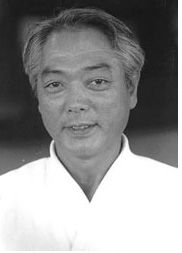
Hirokazu Kobayashi

Hirokazu Kobayashi (jap. 小林 裕和 Kobayashi Hirokazu; * 14. Februar 1929; † 28. August 1998) übte sich bereits im Alter von 7 Jahren in Karate, Kendō und Judo. Mit 16 Jahren war er während des Zweiten Weltkrieges als Kamikazepilot auf einem Flugzeugträger stationiert. Als es zu seinem Einsatz kam, konnte er wegen eines technischen Defekts seines Flugzeugs nicht starten. Alle Angehörigen seiner Staffel hingegen kamen ums Leben. Bevor es zum nächsten „letzten Einsatz“ kommen konnte, wurde der Flugzeugträger von einem U-Boot torpediert und versank. Kobayashi war einer von wenigen Überlebenden. Nach vier Tagen im Wasser wurde er schwerverletzt gerettet. Er hatte sich während der gesamten Zeit an Holzplanken und Fässern festgeklammert.
1946 gab ihm sein damaliger Karatelehrer ein Empfehlungsschreiben für Ueshiba Morihei.
Mit diesem Empfehlungsschreiben ging er nach Tokio, um die Kampfkunst Aikidō zu lernen.
Kobayashi war mit Morihiro Saitō befreundet, mit dem er auch als Uke Freud und Leid teilte. Wurde während der Aikijō-Trainingsstunden zumeist Saitō als Uke aufgefordert, so war es beim Schwert oftmals Kobayashi. Aus diesem Grunde fühlte sich Kobayashi dem Aikiken stets äußerst verbunden. Kobayashi selbst beschrieb die lange Zeit an Ueshibas Seite nicht nur als Uke, sondern auch außerhalb der Tatami als Begleitung des impulsiven Aikidōbegründers, als extrem hart.
In Tokio verweilte Kobayashi insgesamt etwa neun Jahre. 1954 ging er nach Ōsaka. Auch Ueshiba Morihei hielt sich fast jeden Monat in Ōsaka auf, um Zehntageslehrgänge abzuhalten. Gemäß Ueshiba entsprechen 10 Tage am Stück dem Optimum, um Aikidō zu lernen und zu verstehen.
Von 1957 an trainierte Kobayashi hauptberuflich Aikidō. Wenn er nicht Ō-Sensei begleitete, unterrichtete er auf dessen Geheiß an Hochschulen in Ōsaka und Kōbe. 1964 bekam Kobayashi vom Ō-Sensei im Alter von 35 Jahren den 8. Dan und wurde somit der jüngste 8. Dan. In diesem Jahr ging er auf Wunsch des Ō-Sensei das erste Mal nach Europa, um dort Aikidō zu unterrichten. Bis 1996 besuchte Kobayashi Europa in jedem Jahr für mehrere Wochen. Er gab regelmäßig Lehrgänge in Frankreich, Schweiz, Belgien, Italien, Deutschland und den Niederlanden.
Am 28. August 1998 verstarb Kobayashi an den Folgen sehr hohen Fiebers, nachdem er vier Tage lang im Koma gelegen hatte.